# 松本大督
松本 大督（まつもと だいすけ、10月16日 - ）は、日本の男性司会者、声優。京都府京都市出身。

## 略歴
青二塾大阪校第26期卒業。大阪電気通信大学総合情報学部卒業。
以前は青二プロダクションに所属していた。
TVゲームの企画や求人広告の制作、声優を経て、2020年にジャパネットたかたにMCとして入社し、テレビショッピングのMCを担当している。

## 出演

### テレビアニメ
時期不明
- ちびまる子ちゃん（七、ひょうすべ）

2011年
- ONE PIECE（ナグリの部下）

2012年
- 聖闘士星矢Ω（2012年 - 2013年、男B、生徒B、店主、マーシアン(3)、生徒 他）
- ソードアート・オンライン（軍の兵士）

2014年
- 暴れん坊力士!!松太郎（弟子、野口、店長、不良、兄弟子 他）
- ドラゴンボール改（2014年 - 2015年、生徒、部下、僧侶、観客、警官、キラーノ 他）
- ロボットガールズZ（レポーター）

2015年
- 英国一家、日本を食べる（ラーメンキング、権藤）

2016年
- PERSONA5 the Animation -THE DAY BREAKERS-（教師）

2018年
- PERSONA5 the Animation（牛丸）

### 劇場アニメ
- なぜ生きる 蓮如上人と吉崎炎上（2016年、町人）

### ゲーム
- 英雄伝説 空の軌跡 FC Evolution（ディン[3]）
- テイルズ オブ エクシリア（兵士、村人）
- バイナリー ドメイン（レジスタンス兵）
- モンスター烈伝 オレカバトル（白騎士クフリン）
- ペルソナ5（2016年）
- ペルソナ5 ザ・ロイヤル（2019年）

### ドラマCD
- 英雄伝説 零の軌跡（鉱員ガンツ）

### ラジオドラマ
- 青山二丁目劇場「死なない男は棺桶で二度寝する」（山賊2）

### テレビ番組
- NHK
  - 世界ふれあい街歩き（ボイスオーバー）
  - Rの法則（顔出し）
  - クローズアップ現代（ボイスオーバー）
  - 真田丸（顔出し）
- NTV
  - 月曜から夜ふかし 日本の大大大問題スペシャル（ボイスオーバー）
  - 悪夢ちゃん PR特番（ナレーション）
  - スター☆ドラフト会議（PR）（ボイスオーバー）
  - 世界1のSHOWタイム（ボイスオーバー）
  - 世界の果てまでイッテQ!（ボイスオーバー）
  - スッキリ!!（ボイスオーバー）
  - ZIP!（ボイスオーバー）
  - ズームイン!!SUPER（ボイスオーバー）
- TBS
  - スポーツ人間交差点 〜光と影〜（柱谷哲二）＜顔出し＞
- CX
  - 限界調査委員会 リミッターズ・ハイ（ボイスオーバー）
  - その顔が見てみたい（ボイスオーバー）
  - くりぃむ記者は見た! ～クーザが100倍面白くなるマル秘スクープ～（ボイスオーバー）
- YTV
  - でたらめヒーローPR特番（ナレーション）
- TVK
  - KANAGAWA発!せんたんエコロジー!!（ナレーション）
- BSフジ
  - 街ぶら!歴史ミステリ（ボイスオーバー）
- BSスカパー
  - 韓流ラブストーリー特集 コレ見よ!（ナレーション）
- CS
  - 日経CNBCc時代のニューウェーブ（ナレーション）
  - ペイ・パー・ビュー インフォメーション（ナレーション）
  - スペチャ! SPACE SHOWER MUSIC CHART SHOW（ナレーション）
- CSディスカバリーチャンネル
  - アメリカの海軍力（ボイスオーバー）
  - ミリタリー大百科（ボイスオーバー）
- JCN大田
  - ・宵・酔い・良い（ナレーション）

### BeeTV
- OLジュンコの小悪魔テクニック（カフェ店員、近藤部長）

### アプリ
- 選べる簡単動画「プロ野球ダイジェスト」（SoftBank）（ナレーション）

### Webサイト
- VISIT SPAIN! スペインに行こう!（ナレーション）

### オーディオブック
- 哲学の教室2（川口）

### オンラインゲーム
- Angelice Crest アグニア王国物語（モンスター、老人 他）

### 館内VTR
- くまもと歴史再発見!於：桜の馬場 城彩苑

### 雑誌付録DVD
- てれびげーむマガジン（ナレーション）